# Longxing-Kloster (Zhengding)

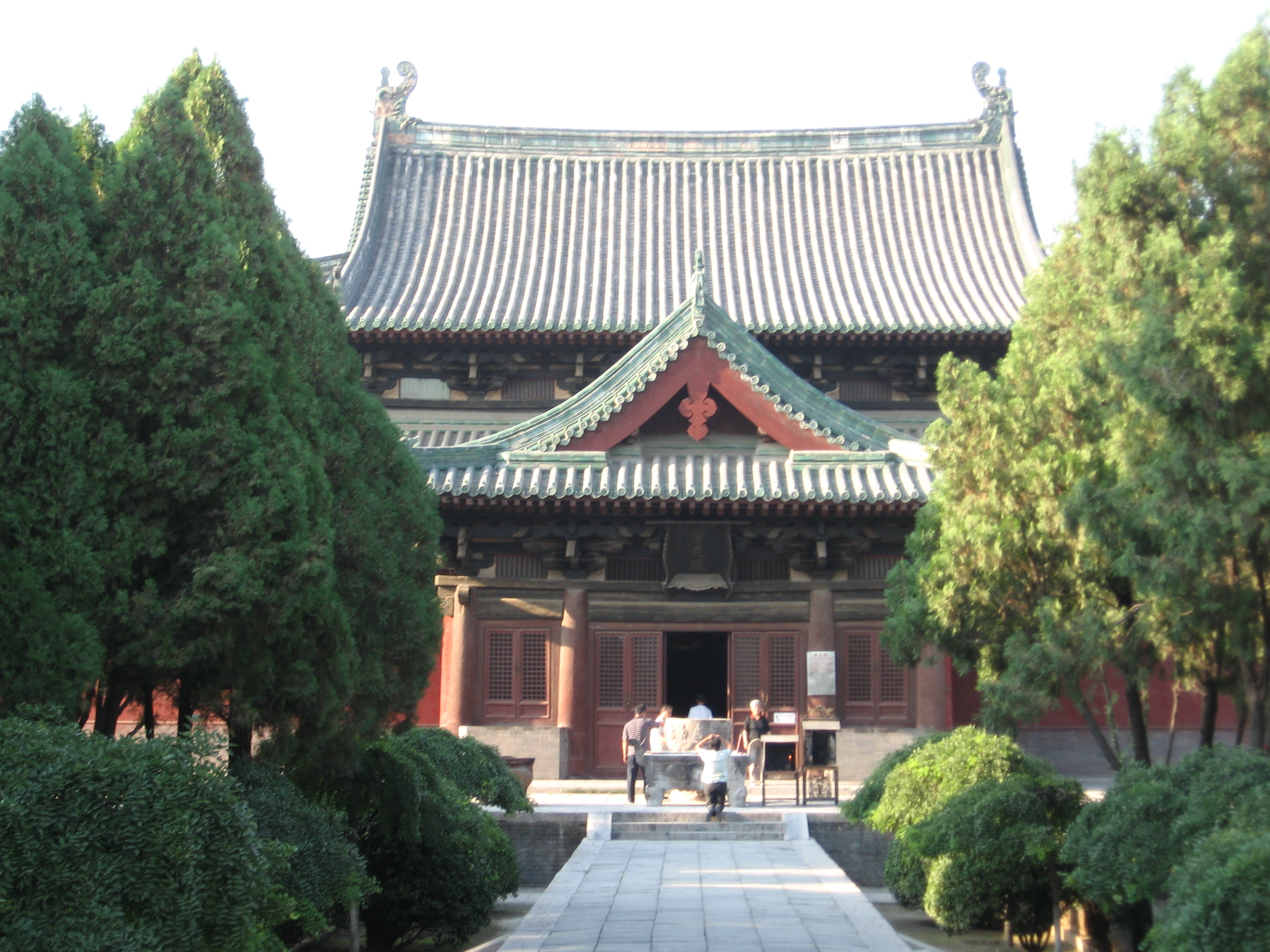
Mani-Halle (Moni dian)

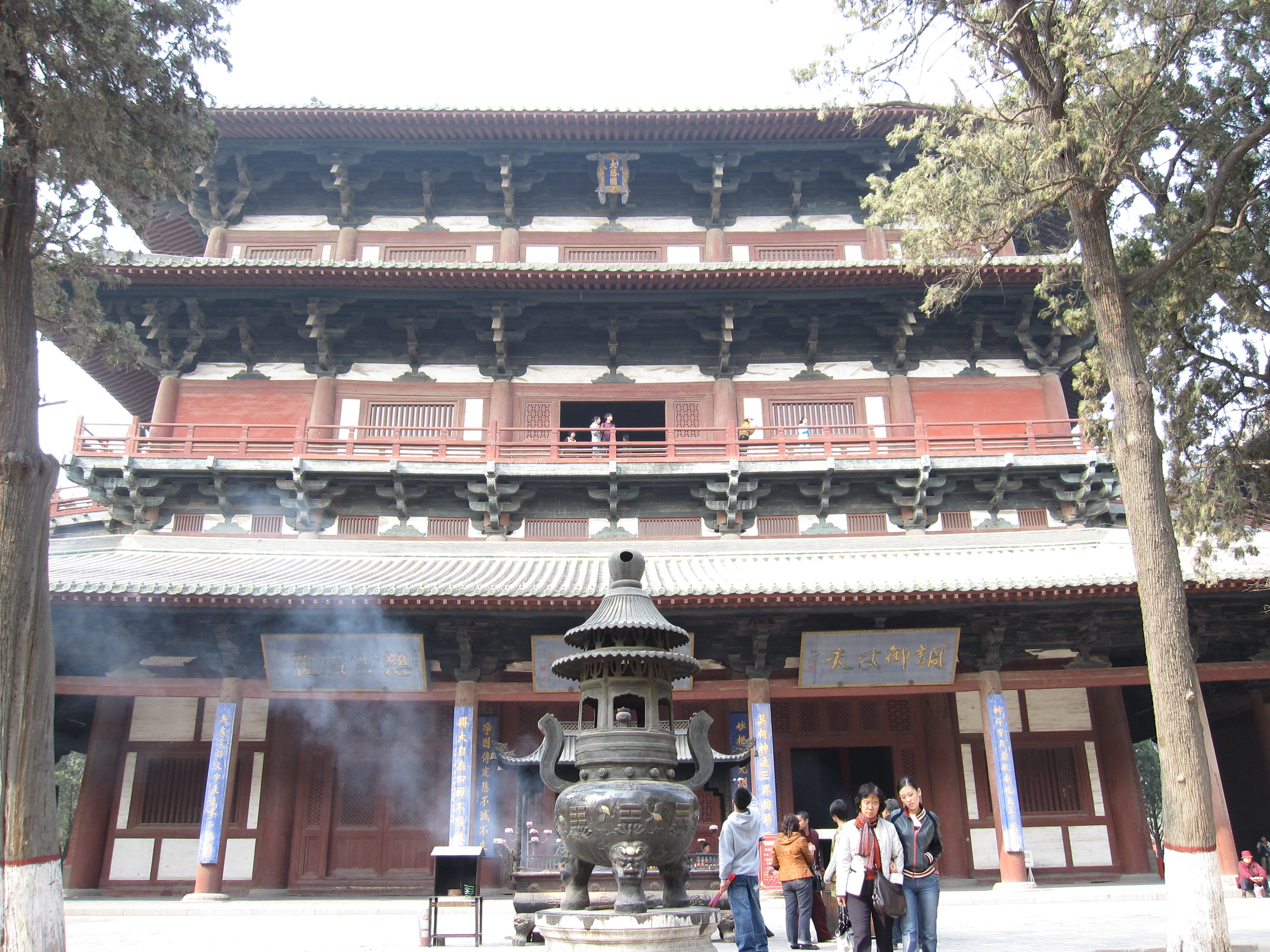
Haupthalle des Klosters

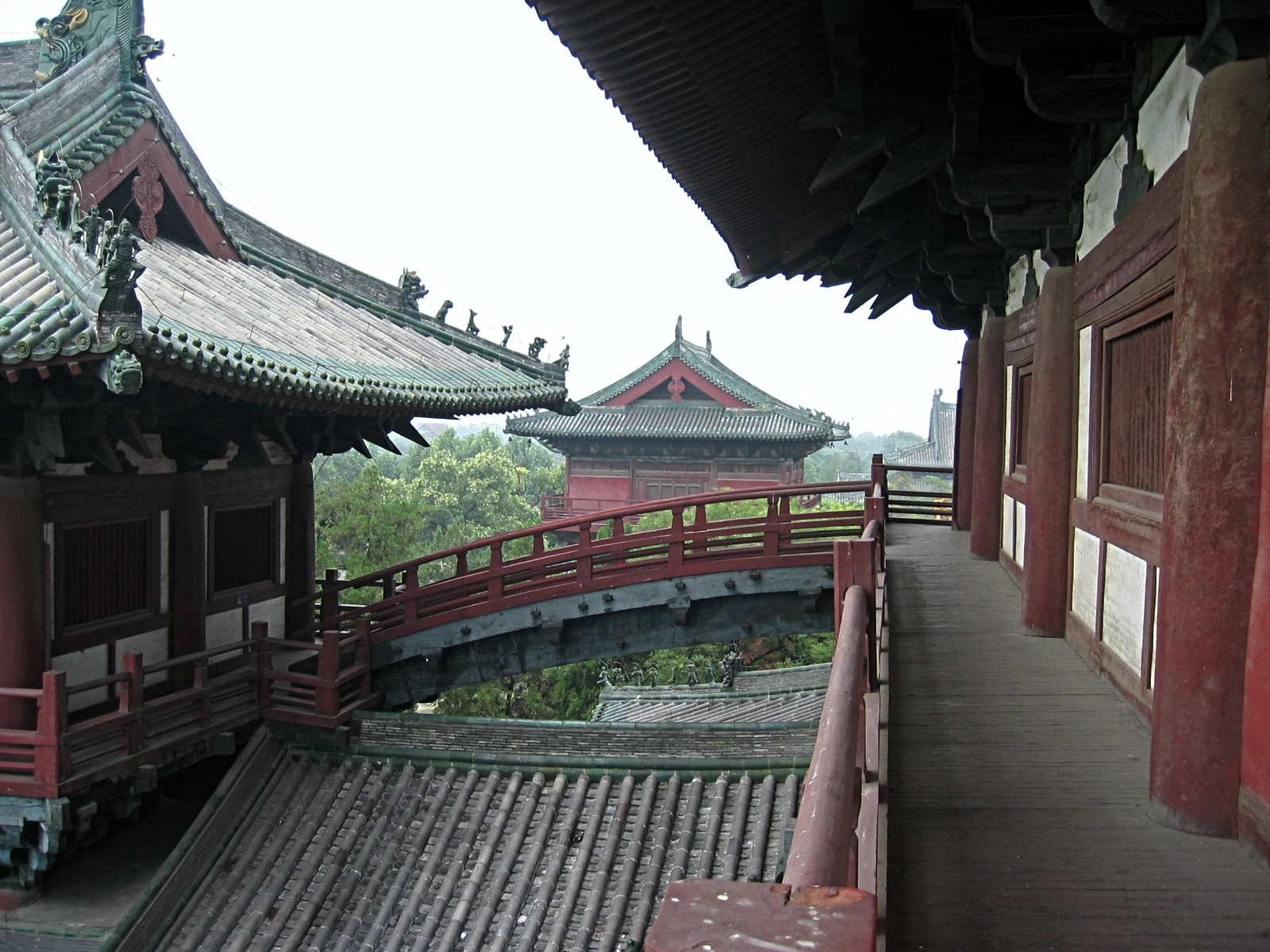
Das Longxing-Kloster fotografiert vom Balkon der Haupthalle

Longxing si (隆興寺 / 隆兴寺,  Lóngxīng sì, englisch Longxing Monastery/Longxing Temple) ist die chinesische Bezeichnung für den Longxing-Tempel bzw. das Longxing-Kloster, ein altes buddhistisches Kloster nahe der Stadt Zhengding in der chinesischen Provinz Hebei, ungefähr 15 Kilometer nördlich der Provinzhauptstadt Shijiazhuang.
Sein ursprünglicher Name lautete Longcangsi 龙藏寺, später hieß es Longxingsi 龙兴寺. Seinen jetzigen Namen erhielt das Kloster in der Qing-Zeit. Es ist auch als das „Erste Kloster südlich von Peking“ bezeichnet worden. Heute ist das Longxing-Kloster ein Museum.

## Geschichte
Das Kloster wurde im Jahr 586 n. Chr. während der Sui-Dynastie erbaut. Eine der ältesten auf dem Boden des Klosters stehende Stelen geht auf diese Zeit zurück: die nicht nur unter Kalligraphen berühmte „Longcangsi-Stele“ (龍藏寺碑 / 龙藏寺碑,  Longcangsi bei (auch: Longzangsi bei)) aus dem Jahr 586, eine der wenigen erhaltenen Steintafeln aus der Zeit der Sui-Dynastie.
Vieles wurde während der Song-Dynastie (960–1279) rekonstruiert.
Nach dem üblichen Muster ist der Gebäudekomplex des Klosters entlang einer Zentralachse errichtet entlang derer eine Reihe von Gebäuden und Hauptpunkten angeordnet sind. Das erste Gebäude ist die Halle der Himmlischen Könige (Tianwang dian), weitere Gebäude sind die Mani-Halle (Moni dian), der Altar (Jie tan) und der Tempel der Großen Barmherzigkeit (Ci'en si).
An dem gegenüberliegenden Ende der Achse ist die Haupthalle (Da bei ge), die auch als Foxiang Pavillon (Foxiang Ge) oder Tianning ge bezeichnet wird: eine 33 Meter hohe Holzkonstruktion, die eine Bronzestatue der Guan Yin beherbergt. Diese Bronze wurde im 4. Jahr der Kaibao-Regierungsperiode der Nördlichen Song-Dynastie (971) gegossen. Ihre Höhe beträgt über 20 Meter. Weil sie 42 Arme hat, wird sie auch „Guanyin mit tausend Händen und tausend Augen“ genannt (Qianshou Qianyin Guanyin). In der Halle führt eine Treppe um die Statue herum, was ihre Betrachtung von oben bis unten ermöglicht.
Andere bemerkenswerte Kunstwerke des Klosters sind eine farbenfreudige aus Holz geschnitzte Plastik der Guanyin, die in einer Grotte sitzt sowie Statuen des auf einem Lotosthron sitzenden Buddha.

## Pavillon der drehbaren Bibliothek(Zhuanlunzang dian)
Ein einzigartiges Stück von Holzarchitektur im Longxing-Kloster ist der Pavillon der drehbaren Bibliothek aus der Zeit der Song-Dynastie, der im 20. Jahrhundert restauriert wurde. Der Pavillon beherbergt ein sich drehendes Büchergestell, das früher verwendet wurde, um heilige Texte und buddhistische Sutras aufzubewahren. Diese sich drehende Bibliothek geht auf das 12. Jahrhundert zurück und ist der älteste existente drehbare Verwahrungsort seiner Art.